# 117712 Podmaniczky
A 117712 Podmaniczky (ideiglenes jelöléssel 2005 GD) a Naprendszer kisbolygóövében található aszteroida. Sárneczky Krisztián fedezte fel 2005. április 1-jén.

## Felfedezése
Sárneczky Krisztián 2005. március 31-én találta meg, miközben a három évvel korábban felfedezett 2002 RY111 jelű kisbolygót követte. Hasonlóan a 117711 Degenfeldhez, ez is az IAU Kisbolygó Központja (Minor Planet Center) másnapi  megerősítése után kapta meg az ideiglenes 2005 GD jelölést, majd külföldi obszervatóriumokból május 12-éig sikerült követni. Az archívumokban 1991-ig találtak használható megfigyeléseket az aszteroidáról, így 2005 májusában ez is megkapta sorszámát. Nevét báró Podmaniczky Gézáról, a Kiskartali Obszervatórium alapítójáról kapta.